# Lauren Holly
Lauren Michael Holly (Bristol, 28 oktober 1963) is een Amerikaans televisie- en filmactrice. Ze had rollen in televisieseries als All My Children, Picket Fences en NCIS, waarin ze de rol van Jenny Shepard op zich nam, en verscheen in onder meer de films Dumb and Dumber (1994), Down Periscope (1996) en Any Given Sunday (1999).
Holly's acteercarrière begon met een rol in twee afleveringen van de televisieserie Hill Street Blues in 1984. Een jaar later speelde ze in haar eerste (televisie)film, Love Lives On, en weer een jaar later had ze voor het eerst een hoofdrol, in Band of the Hand. Toen All My Children aanklopte, stond haar filmloopbaan drie jaar op een laag pitje.
Na haar rol in de Amerikaanse soap volgde een rij televisieproducties (series en films), totdat Holly in Dragon: The Bruce Lee Story (1993) en Dumb and Dumber (1994) weer hoofdrollen bemachtigde in grotere Hollywoodfilms.

## Privé
Holly trouwde drie keer. De eerste keer was met acteur Danny Quinn (1991-1993), haar tweede huwelijk was met acteur Jim Carrey (1996-1997), met wie ze in Dumb and Dumber speelde. Van 2001 tot 2014 was ze getrouwd met bankier Francis Greco, met wie ze drie adoptiekinderen heeft.

## Filmografie
Selectie:
- 1985: Love Lives On
- 1985: Seven Minutes in Heaven
- 1990: The Adventures of Ford Fairlane
- 1993: Dragon: The Bruce Lee Story
- 1994: Dumb and Dumber
- 1996: Down Periscope
- 1997: Turbulence
- 1997: A Smile like yours
- 1998: No Looking Back
- 1999: Entropy
- 1999: Any Given Sunday
- 2000: The Last Producer
- 2000: What Women Want
- 2001: Sen to Chihiro no kamikakushi (animatie)
- 2002: Changing Hearts
- 2002: Pavement
- 2004: In Enemy Hands
- 2005: The Pleasure Drivers
- 2005: The Godfather of Green Bay
- 2006: Fatwa
- 2006: Raising Flagg
- 2008: Chasing 3000
- 2009: Too Late to Say Goodbye
- 2009: Before You Say I Do
- 2012: Layover

### Televisie
*Exclusief eenmalige gastrollen
- Hill Street Blues (1984) - Carla Walicki
- My Two Dads (1990) - Allison Novack
- Picket Fences (1992–1996) - Maxine Stewart
- Chicago Hope (1999–2000) - Dr. Jeremy Hanlon
- NCIS (2005-2008, 2011, 2012, 2014, 2015) - NCIS Directeur Jenny Shepard
- The Adventures of Chuck & Friends (2010-2012) - Haulie
- Alphas (2012) - Senator Charlotte Burton
- Motive (2013-2016) - Dr. Betty Rogers
- Designated Survivor (2019) - Lynn Harper
- Family Law

- Biblioteca Nacional de España: XX1265962
- Bibliothèque nationale de France: cb14026010w (data)
- Catàleg d'autoritats de noms i títols de Catalunya: 981058518570006706
- Gemeinsame Normdatei: 141229152
- International Standard Name Identifier: 0000 0001 1448 5377
- Library of Congress Control Number: no2001037346
- Nationale Bibliotheek van Israël: 987007424539805171
- Nationale Bibliotheek van Polen: a0000001773469
- Système universitaire de documentation: 17251665X
- Virtual International Authority File: 76514084
- WorldCat: E39PBJrgDH9PcQKw7g9RKVfH4q